# Vĩnh Phước, Cà Mau
Vĩnh Phước là một xã thuộc tỉnh Cà Mau, Việt Nam.

## Địa lý
Xã Vĩnh Phước có vị trí địa lý:
- Phía đông giáp xã Vĩnh Thanh
- Phía tây giáp xã Ninh Thạnh Lợi
- Phía nam giáp các phường Giá Rai, Láng Tròn và xã Phong Hiệp
- Phía bắc giáp xã Hồng Dân và xã Phước Long.

Xã Vĩnh Phước có diện tích 127,22 km², dân số năm 2024 là 38.662 người, mật độ dân số đạt 303 người/km².

## Lịch sử
Ngày 20 tháng 5 năm 1920, Thực dân Pháp thành lập quận Phước Long thuộc tỉnh Rạch Giá bao gồm có 2 tổng: Thanh Bình và Thanh Yên với tổng cộng 14 làng. Quận lỵ đặt tại làng Phước Long.
Sau năm 1956, Chính quyền Việt Nam Cộng hòa về việc giải thể đặc khu An Phước để tái lập quận Phước Long thuộc tỉnh Ba Xuyên.
Giai đoạn năm 1958–1963, xã Phước Long thuộc tổng Thanh Bình, quận Phước Long.
Sau năm 1975, xã Phước Long và xã Vĩnh Phú Tây thuộc huyện Hồng Dân, tỉnh Bạc Liêu.
Ngày 20 tháng 9 năm 1975, Bộ Chính trị ban hành Nghị quyết số 245-NQ/TW về việc hợp nhất tỉnh Bạc Liêu, tỉnh Cà Mau và hai huyện An Biên, Vĩnh Thuận (ngoại trừ 2 xã Đông Yên và Tây Yên) của tỉnh Rạch Giá thành một tỉnh mới, tên gọi tỉnh mới cùng với nơi đặt tỉnh lỵ sẽ do địa phương đề nghị lên.
Ngày 20 tháng 12 năm 1975, Bộ Chính trị ban hành Nghị quyết số 19/NQ về việc hợp nhất tỉnh Bạc Liêu và tỉnh Cà Mau thành một tỉnh mới, tên gọi tỉnh mới cùng với nơi đặt tỉnh lỵ sẽ do địa phương đề nghị lên.
Ngày 24 tháng 2 năm 1976, Chính phủ Cách mạng Lâm thời Cộng hòa miền Nam Việt Nam ban hành Nghị định số 3/NQ/1976 về việc hợp nhất tỉnh Bạc Liêu và tỉnh Cà Mau thành một tỉnh mới, lấy tên là tỉnh Bạc Liêu – Cà Mau. Khi đó, xã Phước Long và xã Vĩnh Phú Tây thuộc huyện Hồng Dân, tỉnh Cà Mau – Bạc Liêu.
Ngày 10 tháng 3 năm 1976, Chính phủ ban hành Nghị quyết về việc thành lập tỉnh Minh Hải trên cơ sở đổi tên tỉnh Bạc Liêu – Cà Mau. Khi đó, xã Phước Long và xã Vĩnh Phú Tây thuộc huyện Hồng Dân, tỉnh Minh Hải.
Ngày 29 tháng 12 năm 1978, Hội đồng Chính phủ ban hành Quyết định số 326-CP về việc:
- Thành lập huyện Phước Long thuộc tỉnh Minh Hải.
- Chuyển xã Phước Long và xã Vĩnh Phú Tây thuộc huyện Hồng Dân về huyện Phước Long mới thành lập quản lý.

Ngày 25 tháng 7 năm 1979, Hội đồng Bộ trưởng ban hành Quyết định số 275-CP về việc:
- Chia xã Phước Long thành xã Phước Long và xã Phước Tây.
- Chia xã Vĩnh Phú Tây thành 3 xã: Vĩnh Thanh (Vĩnh Thạnh), Vĩnh Hồng, Vĩnh Tiến.
- Thành lập thị trấn Phước Long – thị trấn huyện lỵ của huyện Phước Long trên cơ sở một phần của xã Phước Long và một phần của xã Vĩnh Phú Đông.

Ngày 17 tháng 5 năm 1984, Hội đồng Bộ trưởng ban hành Quyết định số 75-HĐBT về việc:
- Sáp nhập huyện Phước Long vào huyện Hồng Dân.
- Sáp nhập 4 xã: Phước Long, Phước Tây, Vĩnh Hồng, Vĩnh Tiến thuộc huyện Phước Long vào huyện Hồng Dân quản lý.

Ngày 14 tháng 2 năm 1987, Hội đồng Bộ trưởng ban hành Quyết định số 33B-HĐBT về việc:
- Giải thể xã Phước Tây để sáp nhập vào xã Phước Long và xã Phong Hiệp.
- Tách một phần diện tích và dân số của xã Phước Long để sáp nhập vào xã Hòa Lợi.
- Tách một phần diện tích và dân số của xã Vĩnh Hồng để sáp nhập vào xã Vĩnh Tiến.
- Tách một phần diện tích và dân số của xã Vĩnh Tiến để sáp nhập vào xã Phong Hòa.

Sau khi phân vạch, điều chỉnh địa giới hành chính:
- Xã Phước Long có 6.939 ha đất và 8.088 nhân khẩu.
- Xã Vĩnh Tiến có 3.495 ha đất và 7.209 nhân khẩu.
- Xã Vĩnh Hồng có 4.893 ha đất và 8.318 nhân khẩu.

Ngày 9 tháng 11 năm 1990, Ban Tổ chức – Cán bộ của Chính phủ ban hành Quyết định số 483/QĐ-TCCP về việc thành lập xã Vĩnh Phú Tây trên cơ sở xã Vĩnh Hồng và xã Vĩnh Tiến.
Ngày 6 tháng 11 năm 1996, Quốc hội ban hành Nghị quyết về việc chia tỉnh Minh Hải thành tỉnh Bạc Liêu và tỉnh Cà Mau. Khi đó, xã Phước Long và xã Vĩnh Phú Tây thuộc huyện Hồng Dân, tỉnh Bạc Liêu.
Ngày 25 tháng 9 năm 2000, Chính phủ ban hành Nghị định số 51/2000/NĐ-CP về việc:
- Thành lập huyện Phước Long thuộc tỉnh Bạc Liêu.
- Chuyển xã Phước Long và xã Vĩnh Phú Tây thuộc huyện Hồng Dân về huyện Phước Long mới thành lập quản lý.

Ngày 26 tháng 1 năm 2022, UBND tỉnh Bạc Liêu ban hành Quyết định số 29/QĐ-UBND về việc công nhận xã Phước Long đạt tiêu chí đô thị loại V.
Tính đến ngày 31/12/2024:
- Xã Phước Long có 9 ấp: Phước Hậu, Phước Ninh, Phước Tân, Phước Thành, Phước Thạnh, Phước Thọ, Phước Thọ Hậu, Phước Thọ Tiền, Phước Trường.
- Xã Vĩnh Phú Tây có 11 ấp: Bình Bảo, Bình Hổ, Bình Hổ A, Bình Lễ, Bình Thạnh, Bình Thạnh A, Bình Tốt, Bình Tốt A, Bình Tốt B, Huê I, Phước II.

Ngày 12 tháng 6 năm 2025, Quốc hội ban hành Nghị quyết số 202/2025/QH15 về việc sắp xếp đơn vị hành chính cấp tỉnh (nghị quyết có hiệu lực từ ngày 12 tháng 6 năm 2025). Theo đó, sáp nhập tỉnh Bạc Liêu vào tỉnh Cà Mau.
Ngày 16 tháng 6 năm 2025, Ủy ban Thường vụ Quốc hội ban hành Nghị quyết số 1655/NQ-UBTVQH15 về việc sắp xếp các đơn vị hành chính cấp xã của tỉnh Cà Mau năm 2025 (nghị quyết có hiệu lực từ ngày 16 tháng 6 năm 2025). Theo đó, thành lập xã Vĩnh Phước thuộc tỉnh Cà Mau trên cơ sở toàn bộ 75,50 km² diện tích tự nhiên, quy mô dân số 20.014 người của xã Phước Long và toàn bộ 51,72 km² diện tích tự nhiên, quy mô dân số 18.648 người của xã Vĩnh Phú Tây thuộc huyện Phước Long, tỉnh Bạc Liêu.
Xã Vĩnh Phước có 127,22 km² diện tích tự nhiên và quy mô dân số là 38.662 người.